# Samo (Italie)
Pour les articles homonymes, voir Samo.
Samo est une commune de la province de Reggio de Calabre, dans la région Calabre, en Italie. 

## Administration
| Période                                  | Période  | Identité            | Étiquette | Qualité |
| ---------------------------------------- | -------- | ------------------- | --------- | ------- |
| 14 juin 2004                             | En cours | Giuseppe Bruzzaniti | Centro    |         |
| Les données manquantes sont à compléter. |          |                     |           |         |

### Communes limitrophes
Africo, Cosoleto, San Luca, Sant'Agata del Bianco.